# Opferplatz von Mauren

Lage von Mauren in Liechtenstein

Der Opferplatz von Mauren, im Norden des Fürstentums Liechtenstein, wurde 2013 bei Aushubarbeiten entdeckt. Die Keramik- und Metallobjekte wurden vor etwa 3000 Jahren mit verbrannten Knochen als Opfer dargebracht. Die Fundstelle befindet sich am Rand eines ehemaligen stehenden Gewässers, das inzwischen verlandet ist.
Alles in allem wurden etwa 25 verschiedene Behältnisse geborgen. Einige waren zerbrochen, dürften aber annähernd vollständig sein. Von anderen konnten nur einzelne Scherben geborgen werden. In fünf Fällen befand sich innerhalb eines größeren Gefäßes ein zweites kleineres. In mehreren Gefäßen wurden Fragmente verbrannter Knochen sowie Holzkohle nachgewiesen. Neben der Keramik wurden einige Metallgegenstände aufgefunden. 
Zeitlich lassen sich die Funde in die späte Bronze- und beginnende Eisenzeit (13.–8./7. Jahrhundert v. Chr.) datieren. In Mauren dürften über einen längeren Zeitraum Gegenstände im Uferbereich eines kleinen Sees oder Moores niedergelegt worden sein.